# Mizrahi-judar

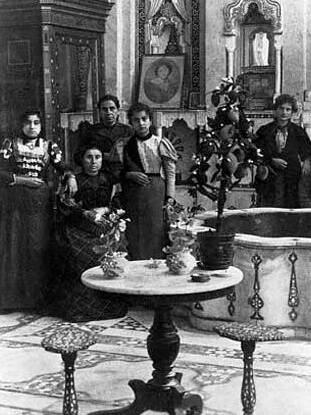
Judisk familj i sitt hem i Damaskus, Osmanska Syrien (1901)

Mizrahi-judar (hebreiska: יהודי המִזְרָח), även kallade mizrahim (מִזְרָחִים), mizrahiska judar eller mizraher och i vissa fall orientaliska judar eller Eedot HaMizrach (עֲדוֹת-הַמִּזְרָח), syftar till den judiska befolkningen som levde i landet Israel och övriga länder i Mellanöstern och Nordafrika (MENA) från biblisk till modern tid.
Det första arabisk-israeliska kriget 1948 medförde en ökad antisemitism i Mellanöstern och Nordafrika. Kriget ledde till att över 850 000 judar flydde från länder med arabisk och muslimsk majoritet mellan 1948 och tidigt 1980-tal.
Statistik från 2005 visar att 61 procent av de israeliska judarna har mizrahiska eller sefardiska rötter.